# Daniel S. Kemp
Daniel Schaeffer Kemp (* 20. Oktober 1936 in Portland, Oregon; † 2. Mai 2020) war ein US-amerikanischer Chemiker und Universitätsprofessor am Massachusetts Institute of Technology (MIT) in Cambridge, Massachusetts, USA.

## Leben
Kemp studierte Chemie mit dem Abschluss (1958) Bachelor of Arts am Reed College. Seine Doktorarbeit  fertigte er im Fach Organische Chemie an der Harvard University an, 1964 wurde er bei Robert B. Woodward mit der Arbeit The N-ethylbenzisoxazolium cation promoviert. 1968 erhielt er von der Alfred P. Sloan Foundation ein Forschungsstipendium (Sloan Research Fellowship). Er starb 2020 im Alter von 83 Jahren während der COVID-19-Pandemie in der Nähe von Concord, Massachusetts.

## Auszeichnungen
- 1993 – Everett-Moore-Baker-Preis
- 1997 – Arthur-C.-Cope-Preis der American Chemical Society
- 2000 – Ralph-F.-Hirschmann-Preis für Peptidchemie der American Chemical Society

## Werke
- Daniel S. Kemp, Frank Vellaccio: Organic Chemistry. Worth Publishers, 1980, ISBN 0-87901-123-8 (englisch).